# Guido Moons
Guido Moons (1954) is Vlaams taalactivist en voormalig voorzitter van de Vlaamse Volksbeweging.

## Biografie
Eind 1986 werd Moons hoofdverantwoordelijke van het Taal Aktie Komitee. Hij sloot met de toenmalige voorzitter van de Vlaamse Volksbeweging, Peter De Roover, in 1992 een samenwerkingsakkoord. Eind 1995 nam Guido Moons ontslag bij TAK.
Vanaf 1999 was Moons tweemaal voorzitter van de Vlaamse Volksbeweging (VVB).
Guido Moons is tevens actief lid van de IJzerbedevaartcomité.